# اچ‌ام‌ای‌اس کانیمبلا (ال ۵۱)
اچ‌ام‌ای‌اس کانیمبلا (ال ۵۱) (به انگلیسی: HMAS Kanimbla (L 51)) یک کشتی بود که طول آن ۱۵۹٫۲ متر (۵۲۲ فوت) بود. این کشتی در سال ۱۹۷۰ ساخته شد.